# Electro-House
Electro-House ist eine Form der House-Musik. Zu den Einflüssen von Electro-House gehören Electro, Popmusik, Synthpop, und Tech-House. Der Begriff wurde verwendet, um die Musik vieler in DJ-Mag-Top-100 platzierter DJs zu beschreiben, darunter sind David Guetta, Dimitri Vegas & Like Mike, Hardwell, Skrillex, Steve Aoki, und Tiësto. Zu den bekanntesten Subgenres zählen insbesondere Big-Room- und Dirty-House.

## Charakterisierung

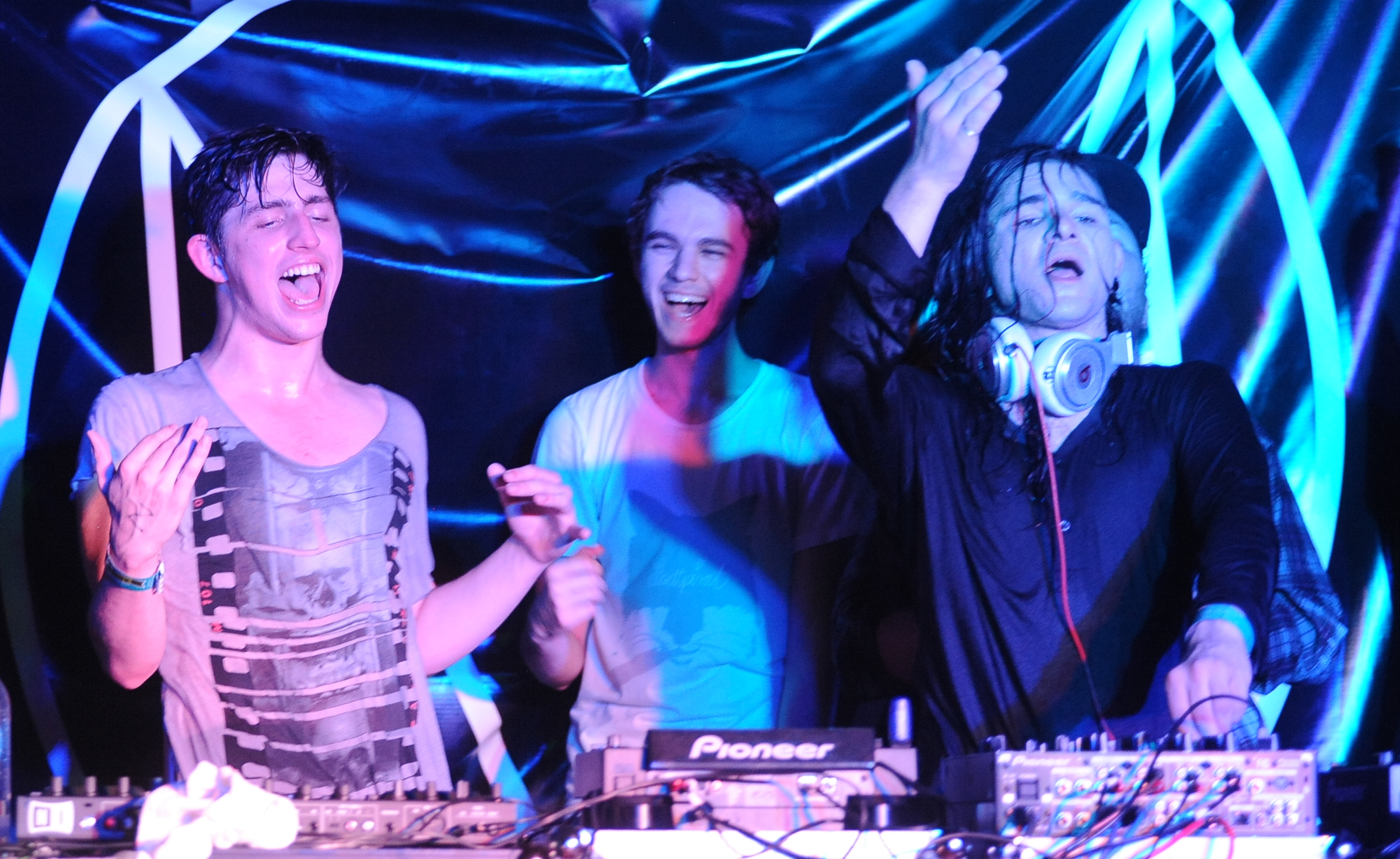
Drei Genre-übergreifende Vertreter: Porter Robinson (links), Zedd (Mitte) & Skrillex (rechts) bei einem Live-Auftritt.

Electro-House enthält meist Elemente des Genres Tech House, beispielsweise herausstechende Basslines, kurze und schrille Riffs und minimale bis mittlere Mengen an Schlaginstrumenten. Im Gegensatz zu Techhouse, kann der Stil jedoch Electro-beeinflusste Synths sowie Vocal- oder Instrumental-Samples enthalten. In der Regel entspricht das Tempo etwa 128 bis 130 BPM. Neue Kompositionen weisen einen "schmutzigen" Bass-Sound, welcher beispielsweise durch Kippschwingung oder FM-Synthese (Multiband-Kompression und Verzerrung) erstellt wird, auf.
Das Genre wird als Fusion der Genres House und Electro beschrieben. Laut Simon Reynolds hat Electro-House jedoch weder mit House noch mit Electro etwas zu tun, im Sinne des stilgebenden Klangs des Roland TR-808 Drumcomputers.

## Geschichte

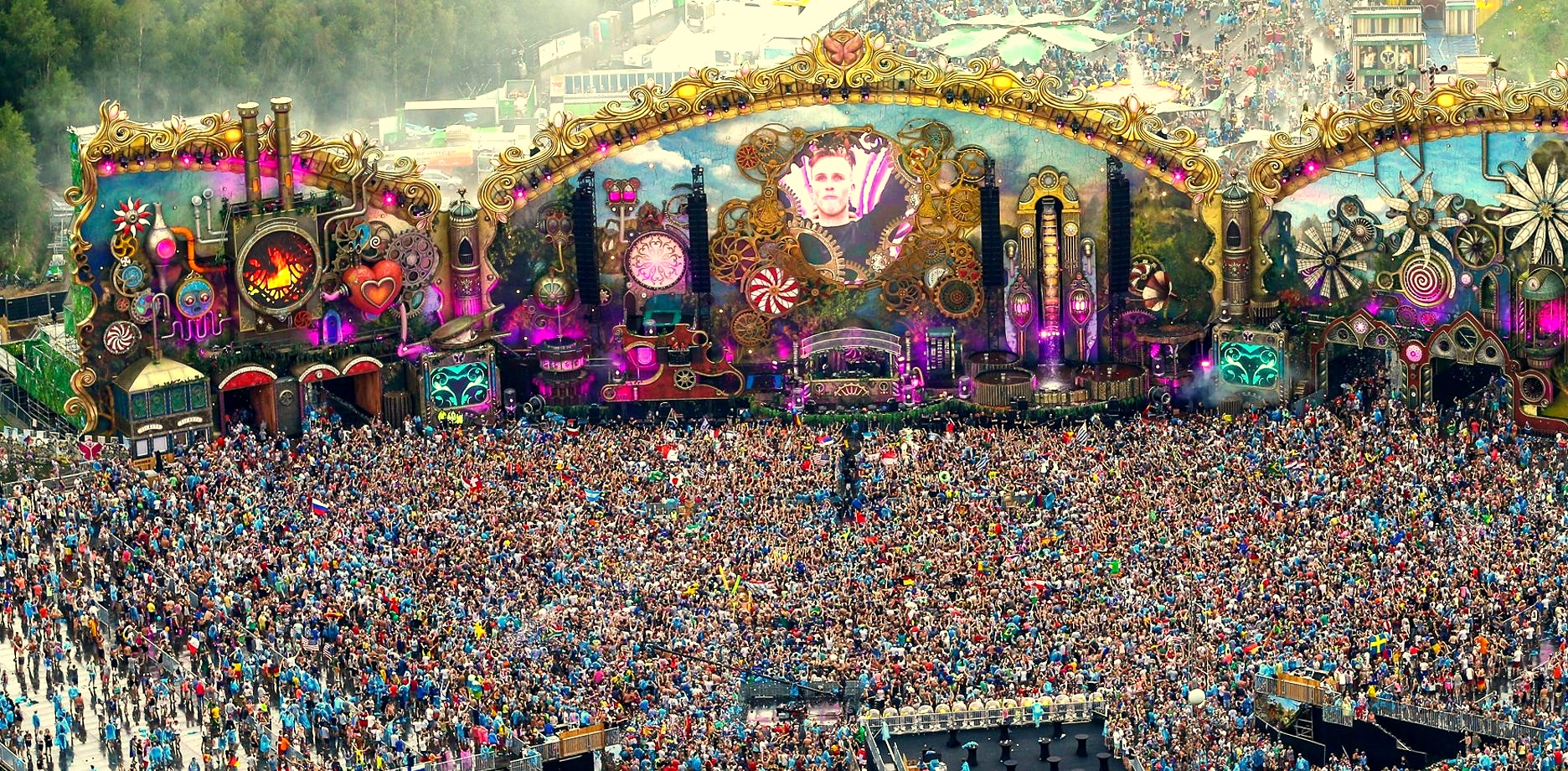
Das Tomorrowland, eines der Festivals, bei dem Electro-House als das populärste Genre gilt.

Frühe Lieder, die ausschlaggebend für die Electro-House-Musik waren, bilden die Tracks Dark Invader von den Arrivers aus dem Jahr 1996 und Raw Shit von Basement Jaxx (1997) sowie Mr. Oizos 1999er Hit Flat Beat.
Der Track Satisfaction des DJs und Produzenten Benny Benassi, den er im Jahre 2002 veröffentlichte, wird als Vorläufer des Electro-House im kommerziellen und Mainstream-Bereich der Musik bezeichnet. Im Jahr 2005 steigerte das Genre seine Popularität stark. Im November 2006 erschienen die Electro-House-Tracks Put Your Hands Up For Detroit des niederländischen DJs Fedde Le Grand und Yeah Yeah von Bodyrox und Luciana. Die Lieder erreichten jeweils Platz eins und Platz zwei der offiziellen britischen Single-Charts. Seitdem entwickelte sich das Genre in verschiedene Richtungen und wird von weltweit bekannten Musikern wie Afrojack, Dimitri Vegas & Like Mike, Hardwell und Skrillex vertreten, wodurch die Beliebtheit stark gesteigert wird.

## Subgenres

### Big-Room
Big-Room ist eine der populärsten Arten des Electro-House. Sie entstand Anfang der 2010er in den Niederlanden und konnte sich durch die Popularität auf Festivals und Discotheken durchsetzen. Sie spielt in der Regel in Form eines simplen Build-Ups auf einen aggressiven Drop hin. Vertreter sind vor allem Martin Garrix, Hardwell, Dimitri Vegas & Like Mike oder W&W.
| Erfolgreiche Beispiele | - Martin Garrix – Animals - DVBBS & Borgeous – Tsunami - Dimitri Vegas & Like Mike vs. Ummet Ozcan – The Hum |

### Complextro
Complextro verkörpert glitchige und komplizierte Basslinines und Texturen, die durch eine stark zugeschnittene Abfolge von Instrumenten erstellt werden. Der Begriff ist ein Kunstwort, erstellt aus den Wörtern „komplex“ und „Elektro“. Es stammt vom US-amerikanischen Produzenten Porter Robinson um die Musik, die er im Jahre 2010 produzierte zu beschreiben. Er verwendete Videospiel-Sounds oder Chiptunes und fusionierte sie mit der Musik, die er über analoge Synthesizer erzeugte. Weitere Vertreter des Genres sind Kill the Noise, Knife Party, Savant, Zedd, Dyro, Madeon und Skrillex.
| Erfolgreiche Beispiele | - Zedd feat. Matthew Koma – Spectrum - Knife Party & Swedish House Mafia – Antidote - Dyro & Dannic – Radical |

### Dirty-House
Dirty-House, oftmals auch Dirty-Dutch, ist eine weitere Art des Electro-House, die ihren Ursprung in den Niederlanden im Jahre 2009 fand. Sie basiert auf dem klassischen Schema eines Electro-House-Tracks, jedoch kommen hierbei unter anderem, häufig als „quietschend“ beschriebene Synthes zum Einsatz. Vertreter sind vor allem Afrojack, Chuckie, R3hab, Hardwell oder W&W.
| Erfolgreiche Beispiele | - Chuckie & LMFAO – Let The Bass Kick in Miami Bitch - Afrojack feat. Eva Simons – Take Over Control - Martin Garrix vs. Afrojack – Turn Up the Speakers |

### Fidget-House
Fidget-House oder nur Fidget, wird mit einer Abfolge von schnappenden Vocal-Cuts, variierenden Pitches sowie auch mit schmutzigen Basslines, Rave-Stil-Synthes und glitchigen 4/4 Beats charakterisiert. Es enthält Einflüsse der Stile Chicago House, Baltimore-Club, Kuduro, Pimba, Bassline, Bouncy-Techno, Dubstep, Techstep, und Hip-Hop. Zu den bekanntesten Vertretern des Genres gehören The Bloody Beetroots, Crookers, Mightyfools, Sinden und Switch. Der Begriff Fidget-House wurde von den DJs Produzenten Jesse Rose und Switch als ursprünglicher „Witz, der nun ein wenig zu weit gegangen ist.“ geprägt.
| Erfolgreiche Beispiele | - Brick & Lace – Never Never (Switch Remix) - The Bloody Beetroots feat. Steve Aoki – WARP - Kid Cudi vs. Crookers – Day 'n' Nite |

### Moombahton
Moombahton ist eine Mischung aus Dutch-House und Reggaeton. Die Identifikationsmerkmale umfassen eine „dicke, ausgebreiteten Basslinie, kombiniert mit einem dramatisch-angehauchten Build-Up und einem Zwei-Schritt-Impuls, mit Schnell Drum-Fills“. Es gilt als frei erstellbar, unter der Bedingung die 108 BPM einzuhalten. Moombahton ist ein Kunstwort, bestehend aus „Moombah“ und „Reggaeton“. Ursprung findet dies bei DJ Dave Nada, als er das Tempo des Afrojack Remix des Songs Moombah von Silvio Ecomo gemeinsam mit Chuckie verlangsamte um den Geschmack der Partygänger in die Richtung des Reggaetones zu bringen. Andere Vertreter sind Diplo, Dillon Francis und Munchi.
| Erfolgreiche Beispiele | - Dillon Francis & DJ Snake – Get Low - Major Lazer- Watch Out for This (Bumaye) - Sak Noel & Salvi feat. Sean Paul – Trumpets |

Moombahcore ist eine Abwandlung des Moombahtones, kombiniert mit Hardcore und einem Tempo von 110 BPM. Einflüsse sind des Weiteren Dubstep, Techstep, Breakcore und Gabber. Anders als Dutch-House weist Moombahcore abgehackten Gesang, Technoid und Dubstep-beeinflusste Bässe und umfangreiche Build-Ups auf. Zu den Künstlern, die Moombahcore produzieren, gehören unter anderem Delta Heavy, Feed Me, Dillon Francis und Knife Party.